# 須藤昭男
須藤 昭男（すとう あきお、1960年〈昭和35年〉10月16日 - ）は、日本の政治家。群馬県みどり市長（2期）。元群馬県議会議員（5期）、元群馬県議会議長（第88代）。

## 来歴
群馬県山田郡笠懸町阿左美（現・みどり市笠懸町阿左美）出身。笠懸町立笠懸小学校（現・みどり市立笠懸小学校）、笠懸町立笠懸中学校（現・みどり市立笠懸中学校）卒業。1979年（昭和54年）群馬県立桐生南高等学校卒業。1986年（昭和61年）3月、青山学院大学経済学部卒業。1987年（昭和62年）4月、笹川堯衆議院議員の秘書となる。1998年（平成10年）12月、秘書を退職。
1999年（平成11年）4月、群馬県議会議員に初当選。以降、5期連続当選。県議時代は自由民主党に所属した。2014年5月26日から1年間、第88代群馬県議会議長も務めた。
2016年（平成28年）9月、早稲田大学大学院政治学研究科専門職学位課程公共経営専攻修了、公共経営修士（専門職）の学位を取得 。2017年（平成29年）12月26日、任期満了に伴うみどり市長選挙に立候補する意向を表明。
2018年（平成30年）4月15日に行われたみどり市長選挙に自民党・公明党の推薦を受けて立候補し、初当選を果たした。投票率は37.12％。4月23日、市長就任。
2022年（令和4年）4月10日告示・17日投開票の市長選挙に無投票再選。